# Płynące wieżowce
Płynące wieżowce − polski dramat filmowy z 2013 roku napisany i wyreżyserowany przez Tomasza Wasilewskiego. 
Światowa premiera filmu miała miejsce 18 kwietnia 2013 podczas Tribeca Film Festival w Nowym Jorku. W lipcu tegoż roku obraz wyświetlano na festiwalach w Karlowych Warach oraz wrocławskim kinie Nowe Horyzonty. Komercyjna premiera w Polsce przypadła na 22 listopada 2013. 
Za granicą projekt prezentowano pod tytułem Floating Skyscrapers.

## Opis fabuły
Podczas przyjęcia trenujący pływanie amatorski sportowiec Kuba poznaje studenta uniwersytetu Michała. Między młodymi mężczyznami rodzi się silna więź. Niepokoi ona Kubę, który od kilku lat związany jest z kelnerką Sylwią. Kuba i Michał zakochują się w sobie, a Sylwia zaczyna obawiać się, że utraci ukochanego. Świat całej trójki wywraca się do góry nogami.

## Obsada
- Mateusz Banasiuk − Kuba
- Bartosz Gelner − Michał
- Marta Nieradkiewicz − Sylwia
- Katarzyna Herman − Ewa
- Olga Frycz − Monika
- Izabela Kuna − Krystyna
- Mirosław Zbrojewicz − Jacek
- Michał Grzybowski − Paweł
- Katarzyna Maciąg − Ania
- Mariusz Drężek − trener Kuby
- Michał Podsiadło − Witek

## Nagrody i wyróżnienia
- 2013, Międzynarodowy Festiwal Filmowy w Karlowych Warach:
  - nagroda East of West (uhonorowany: Tomasz Wasilewski)
- 2013, Camerimage:
  - nominacja do nagrody w Konkursie Debiutów Operatorskich (nominowany: Jakub Kijowski)
- 2013, Nowe Horyzonty:
  - Nagroda Publiczności (Tomasz Wasilewski)
  - nominacja do Grand Prix Festiwalu (udział w konkursie głównym; Tomasz Wasilewski)
- 2013, Złote Lwy:
  - Nagroda Specjalna Jury Młodzieżowego (Tomasz Wasilewski)
  - Nagroda Indywidualna Jury dla młodego talentu reżyserskiego (Tomasz Wasilewski)
  - Nagroda Indywidualna w kategorii najlepsza drugoplanowa rola kobieca (Marta Nieradkiewicz)
  - nominacja do nagrody Złotego Lwa (udział w konkursie głównym; Tomasz Wasilewski)
- 2013, Ars Independent:
  - nominacja do nagrody Czarnego Konia (udział w konkursie głównym; Tomasz Wasilewski)
- 2013, Festiwal Aktorstwa Filmowego (FAF) im. Tadeusza Szymkowa:
  - nagroda Złotego Szczeniaka w kategorii najlepsza drugoplanowa rola kobieca (Marta Nieradkiewicz)
- 2013, Orły Hollywoodzkie:
  - nominacja do nagrody Orła Hollywoodzkiego (udział w konkursie głównym; Tomasz Wasilewski)
- 2013, Tofifest:
  - nominacja do nagrody "ON AIR. Międzynarodowy Konkurs Filmów Fabularnych" (udział w konkursie głównym; Tomasz Wasilewski)